# John Fabyan Parrott
John Fabyan Parrott, född 8 augusti 1767 i Portsmouth, New Hampshire, död 9 juli 1836 i Greenland, New Hampshire, var en amerikansk politiker (demokrat-republikan). Han representerade delstaten New Hampshire i båda kamrarna av USA:s kongress, först i representanthuset 1817-1819 och sedan i senaten 1819-1825.
Parrott kandiderade utan framgång till USA:s representanthus i kongressvalet 1812. Han försökte på nytt fyra år senare och vann. Han efterträdde sedan 1819 Clement Storer som senator för New Hampshire. Han efterträddes 1825 i senaten av Levi Woodbury. Parrott var 1826 postmästare i Portsmouth.
Vapenuppfinnaren Robert Parker Parrott var son till John Fabyan Parrott.